# Bolanthus
Bolanthus é um género botânico pertencente à família Caryophyllaceae.